# Compsodiplosis humilis
Compsodiplosis humilis är en tvåvingeart som beskrevs av Tavares 1915. Compsodiplosis humilis ingår i släktet Compsodiplosis och familjen gallmyggor. Inga underarter finns listade i Catalogue of Life.